# Богдан Тирнанић
Богдан Тирнанић (Београд, 14. септембар 1941 — Београд, 16. јануар 2009) био је српски новинар, есејиста, публициста, филмски критичар и глумац.

## Биографија
Похађао је Десету београдску гимназију, али никада није матурирао.
Свој први чланак Богдан Тирнанић је објавио 1960-их година у „Сусрету“, листу Савеза омладине Београда. Радио је две деценије у „НИН“-у, у којем је био уредник културе и једно време и главни уредник. Писао је и за „Борбу“, „ТВ ревију“, „Око“, „Књижевну реч“, „Телеграф“, „Дневни телеграф“, „Недељни телеграф“, „Национал“, „Курир“ и „Прес“, као и у многим листовима некадашње Југославије.
Радио је и на Телевизији Београд, као и на Телевизији Политика, где је био заменик уредника.
Био је и главни уредник часописа „Њу момент“ и креативни директор агенције „Сачи и Сачи“.
Тирнанић је био и филмски критичар, по многима најбољи у Србији. Играо је једну од главних улога у филму Желимира Жилника „Рани радови“.
Он је добитник бројних стручних награда, међу којима и признања Удружења новинара Србије „Лаза Костић“ за најбољег коментатора и награда „Југ Гризељ“ и „Веселко Тенжера“.
Преминуо је у Ургентном центру у 68. години. Поводом вести о Тирнанићевој смрти, председник Србије Борис Тадић изјавио је: „Недостајаће нам и његово бритко аналитичко перо и дух дорћолског шмекера којим је обележио време у којем је живео.“
Био је ожењен глумицом Даром Џокић. Имају кћерку Јовану.

## Филмографија
Глумио је и у филмовима
- „Црни бомбардер“,
- „Живети као сав нормалан свет“,
- „Због једне дивне црне жене“, као и у серији
- „Отписани“.

Био је сарадник на сценарију филмова
- „Дечко који обећава“ и
- „Последњи круг у Монци“.[1][3]

## Дела
Објавио је књиге-збирке новинских чланака и есеја
- „Београд за почетнике“,
- „Београд за понављаче“,
- „Оглед о Паја Патку“,
- „Босански блуз“,
- „Кока-Кола арт“, био је коаутор
- „Београдских прича“, а написао је и књигу
- „Црни талас“ о овом периоду српског филма у којем је и лично учествовао.[1][2][3]

- „Кратак курс умирања“.